# Adrien Zeller

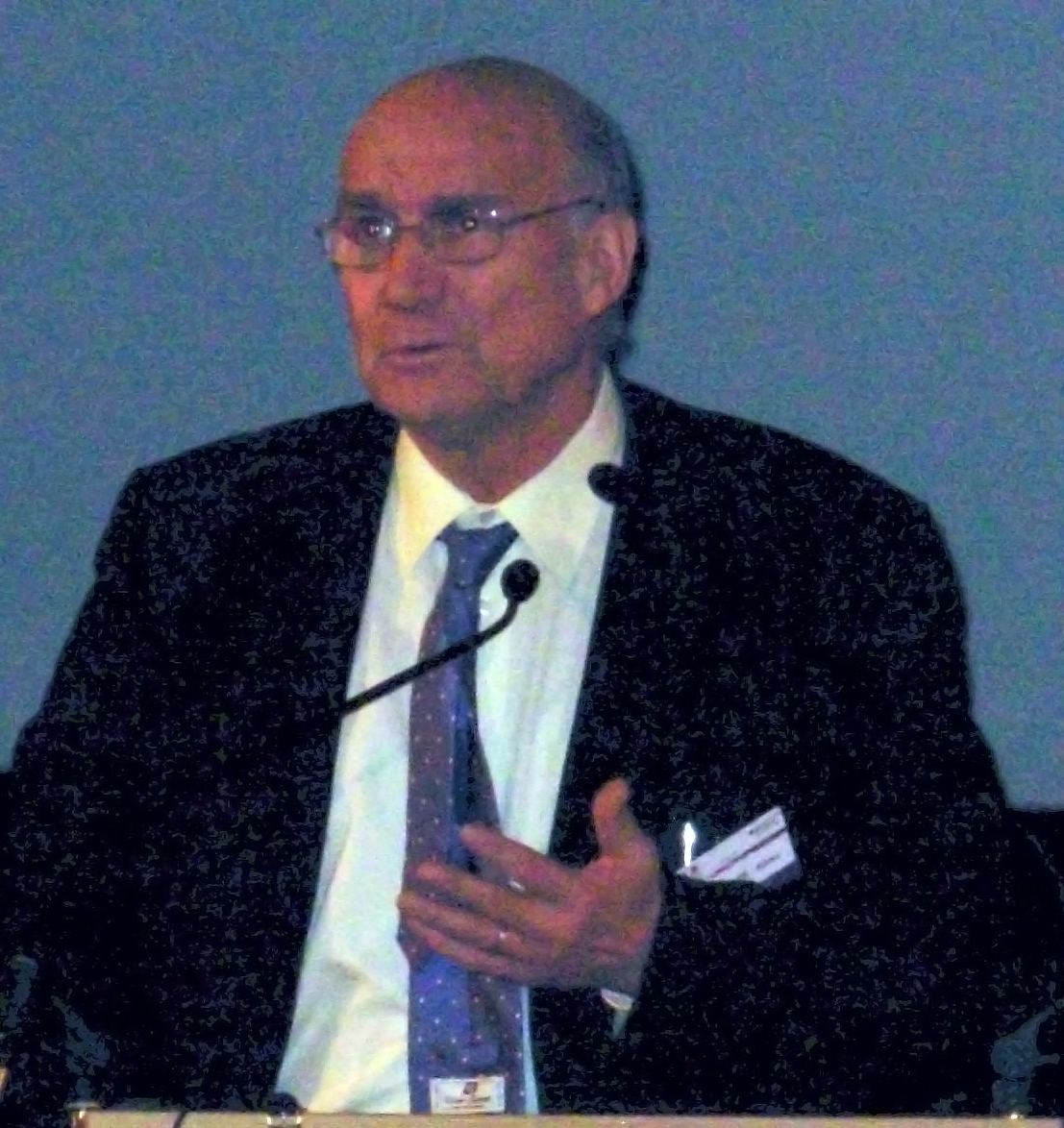
Adrien Zeller am 14. Dezember 2006 in Straßburg

Adrien Zeller (* 2. April 1940 in Saverne; † 22. August 2009 in Haguenau) war ein französischer Politiker der UMP. Von 1996 bis 2009 war er Präsident des elsässischen Regionalrats.
Der UMP gehörte er seit 2002 an. Zuvor war er Mitglied der CDS und UDF. Von 1986 bis 1988 war er Staatssekretär im zweiten Kabinett Jacques Chiracs.
Adrien Zeller stärkte die durch die Dezentralisierung den französischen Regionen gegebenen Zuständigkeiten und nutzte vor allem europäische Förderprogramme für eine Modernisierung des Elsass. Als zweisprachigem Elsässer mit Berufserfahrung in der EU-Kommission war ihm die grenzüberschreitende Zusammenarbeit ein Anliegen. Er arbeitete eng mit seinen Nachbarn in Baden-Württemberg, Rheinland-Pfalz und der Schweiz zusammen; die Trinationale Metropolregion Oberrhein wurde, angebahnt durch ihn, durch seinen Nachfolger im Amt des Präsidenten des Regionalrats, Philippe Richert, vollzogen.
Für seine Verdienste wurde er u. a. im Januar 2001 mit dem Verdienstorden des Landes Baden-Württemberg sowie im Februar 2003 mit dem Bundesverdienstkreuz (Verdienstkreuz 1. Klasse) ausgezeichnet.
Er starb überraschend im Alter von 69 Jahren an einem Herzinfarkt.

## Mandate
- 1996–2009: Präsident des Regionalrates Elsass
- 2004–2009: Conseiller der Region Elsass

Funktionen in der Regierung
- 20. März 1986 bis 13. Mai 1988: Staatssekretär im Kabinett Chirac II

Nationale Mandate
- 1993–1998: Abgeordneter des 7. Wahlbezirks von Bas-Rhin
- 1988–1993: Abgeordneter des 7. Wahlbezirks von Bas-Rhin
- 1986–1986: Abgeordneter des 7. Wahlbezirks von Bas-Rhin
- 1973–1986: Abgeordneter des 7. Wahlbezirks von Bas-Rhin

Mandate im EP
- 1989–1992: MdEP für die EVP

Regionale Mandate
- 1974–2004: Conseiller régional in der Region Elsass

Mandate im département
- 1973–1988: Conseiller général in Bas-Rhin

Bürgermeister
- 1977–2001: Bürgermeister der Kommune Saverne